# Mamie Carthan Till
Mamie Elizabeth Carthan Till-Mobley, född 23 november 1921 nära Webb i Mississippi, död 6 januari 2003, var Emmett Tills mor, vars död (rasistiskt mord) mobiliserade medborgarrättsrörelsen i USA.
Hon dog av en hjärtattack år 2003, vid 81 års ålder. Hennes självbiografi (skriven tillsammans med Christoper Benson), Death of Innocence: The Story of Hate Crime that Changed America, publicerades samma år.